# Chondrostoma variabile
Chondrostoma variabile är en fiskart som beskrevs av Yakovlev, 1870. Chondrostoma variabile ingår i släktet Chondrostoma och familjen karpfiskar. IUCN kategoriserar arten globalt som livskraftig. Inga underarter finns listade i Catalogue of Life.